# La Tour d’Argent

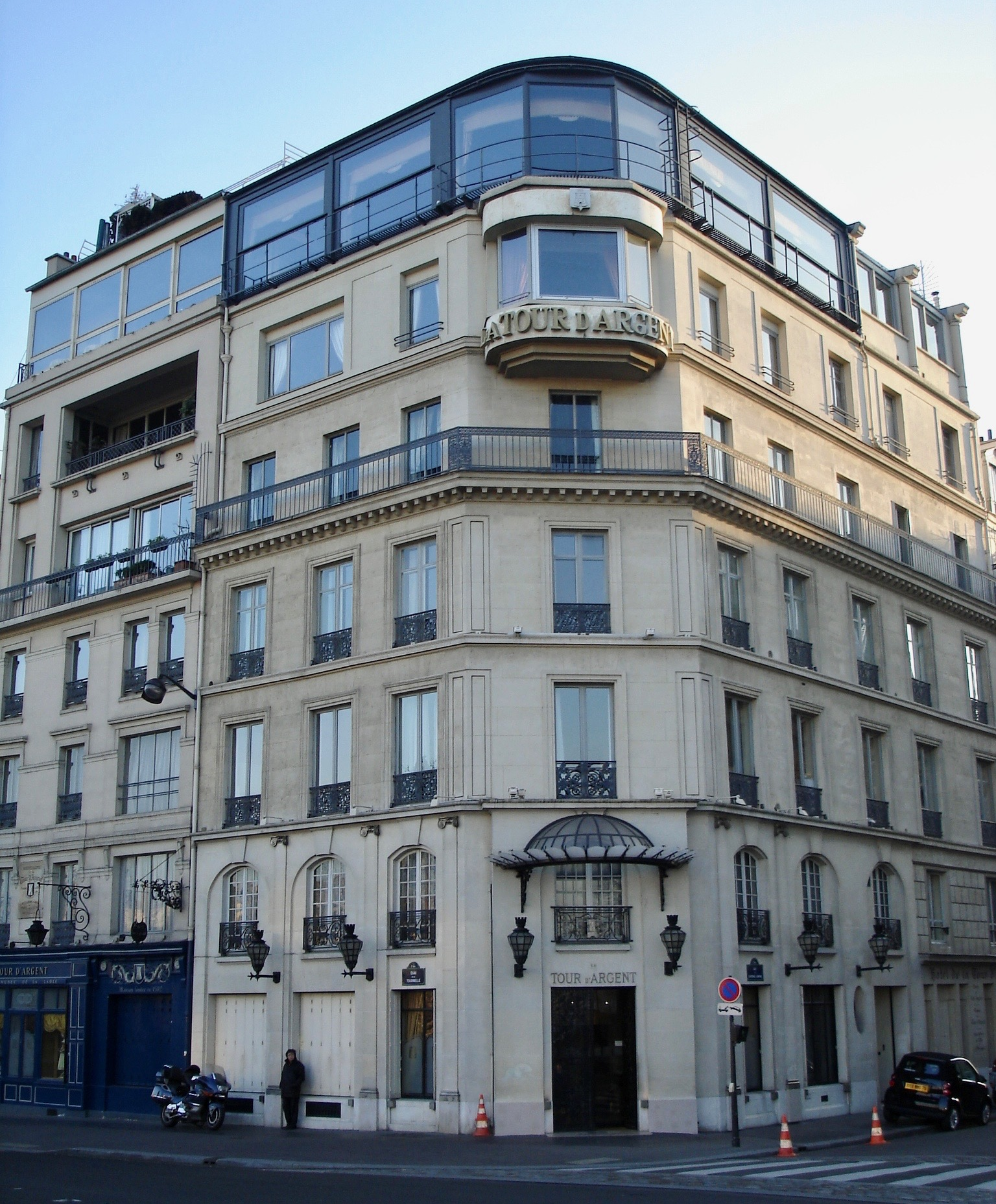
Фасад ресторана

La Tour d’Argent (с фр. — «Сере́бряная ба́шня») — французский ресторан, известный своими фирменными блюдами из уток. Расположен по адресу: Quai de la Tournelle, 15 в Париже и ведёт своё происхождение от постоялого двора, существовавшего на этом месте как минимум с начала 1580-х годов. Ресторан обладает одной звездой рейтинга Мишлен, хотя ранее их было три. Заведение также может похвастаться своим роскошным панорамным видом на столицу Франции, в частности, на Собор Парижской Богоматери.

## История ресторана
Хозяева ресторана утверждают, что он был основан в 1582 году и что его часто посещал французский король Генрих IV, но не представляют никаких документов, подтверждающих те или иные доказательства о его старинном происхождении. Однако известно, что в 1582 году по адресу: Quai de la Tournelle (набережная Турнель), 15 в Париже уже находился постоялый двор (hostellerie), в котором повар Рурто (Rourteau) подавал паштеты из мяса дичи (цапля, дикая утка). По легенде, однажды возвращаясь с охоты король Франции Генрих III попробовал кушанья на постоялом дворе и настолько был впечатлён ими, что стал заказывать блюда к своему двору. Возникновение названия ресторации связывают с замком де Турнель, башни которого под лунным светом серебрились. Также по легенде последний король из династии Валуа открыл здесь для себя вилку, которую использовали проезжие итальянцы. В начале XVII века заведение облюбовал кардинал Ришельё, который заказывал в нём гуся с черносливом. При старом режиме бывали здесь и другие знаменитые посетители, среди которых можно отметить племянника кардинала — дюка де Ришельё, писательницу мадам де Севинье, маркизу де Помпадур. Во время Великой французской революции ресторация пострадала, но её репутация была восстановлена во время Первой империи усилиями личного повара Наполеона I Лекока, выкупившего «Серебряную башню» у прежних владельцев. В этот период фирменными блюдами становятся жареная утка и жиго (жаркое) ягнёнка.

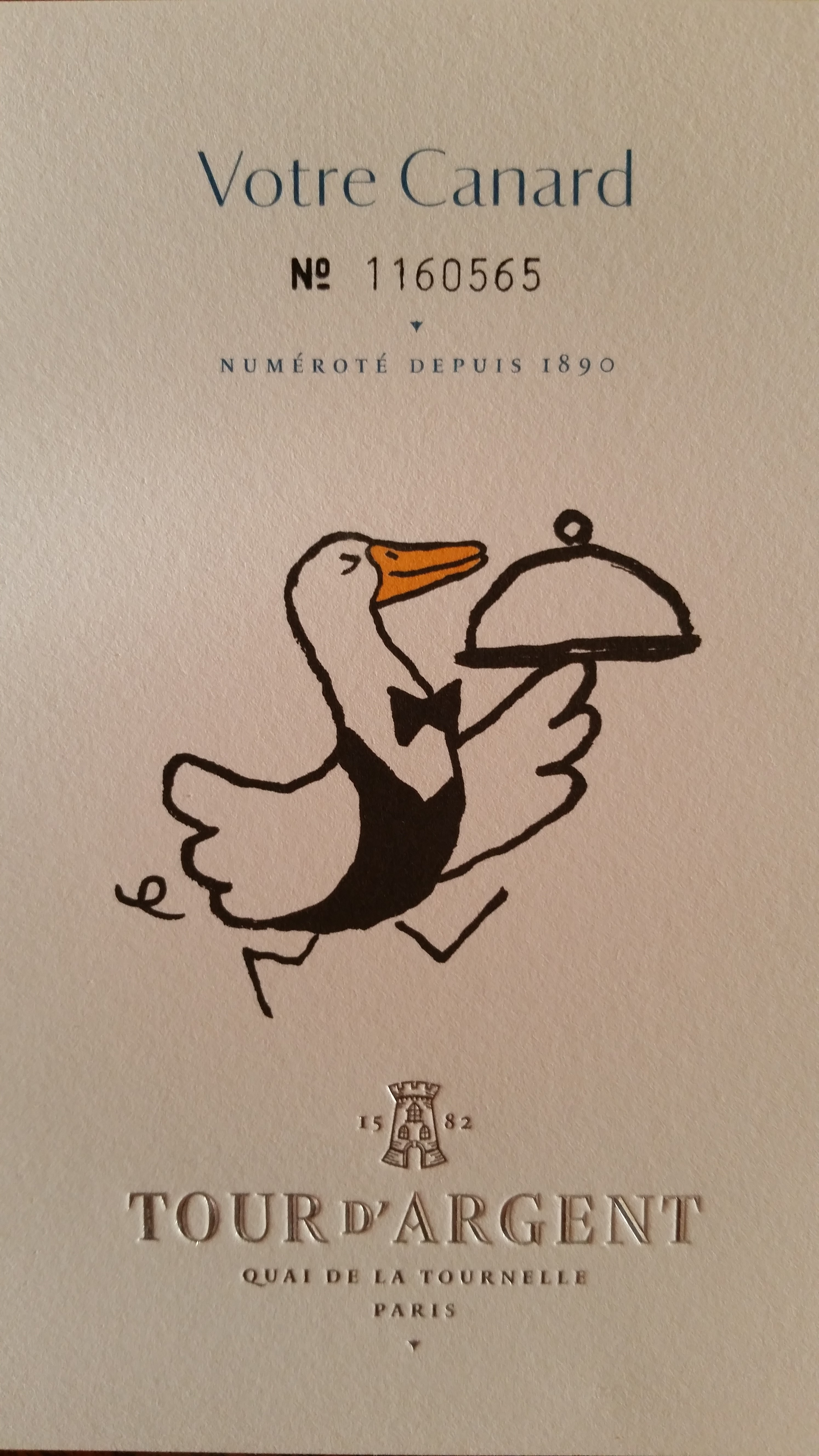
Фирменный номерной сертификат, который выдаётся любому посетителю, заказавшему утку

Расцвет ресторана относят к концу 1880-х —1890-х годов, когда во главе заведения стал Фредерик Делер (Frédéric Delair), несколько позже ставший его владельцем. Он ввёл в меню ресторана фирменное блюдо, прессованную утку приготовленную по особому рецепту, а подача этого блюда стала сопровождаться вручением номерного сертификата (счёт ведётся с 1890 года). Фредерик закупал уток из лучших специализированных хозяйств в низовьях реки Луары, где за птицами хорошо смотрят и кормят отборным зерном. В 1913 году Андре Террай (André Terrail), перед этим выкупивший «Башню» у Делера, объединил активы с прославленным Café Anglais, закрывшегося в 1913 году. Это стало возможно благодаря браку Андре с дочерью хозяина «Английского кафе». С тех пор во главе предприятия (с 1911 года) стоят наследники семьи Террай: в 1947 году дело возглавил Клод (сын Андре), а с 2006 года — Клод. После него рестораном стал управлять Андре Террай (André Terrail) — его сын.

## Особенности
Повара ресторана готовят утку особым способом: птиц зажаривают, после чего кости извлекают (выжимают) прессом, и на основе этого «кровавого» сока готовят свой фирменный соус, придающий блюду нежный вкус. 17 мая 1976 года была подана полумиллионная утка, а в 2003 году эта цифра превысила миллион тушек (в честь миллионной утки хозяева ресторана выпустили праздничный салют). В ресторане гордятся своим винным погребом (он находится под круглосуточной охраной), а вино здесь разливали по бутылкам из бочек до середины 1950-х годов. Самая старая бутылка в коллекции — коньяк 1788 года. По легенде, американский магнат Джон Пирпонт Морган похитил из погреба коллекционную бутылку коньяка Fine Napoléon, но, желая загладить вину, направил в адрес заведения подписанный чек без указания суммы. Если верить владельцам, чек вернули, не использовав его. В 1984 году ресторан открыл свой филиал в Токио, в отеле «New Otani». Каждая утка, которая подаётся посетителю, имеет свой порядковый номер, о чём выдаётся сертификат (к примеру, Элизабет Тейлор досталась утка под номером 579 051). Каждый столик украшен фигуркой утки (серебряная, хрустальная, фарфоровая, керамическая), а также стилизованным серебряным стаканом — олицетворяющий собой «башню». При ресторане функционирует магазин с продуктами, булочная и rôtisserie — ресторан, где подают мясо на вертеле и сопутствующие блюда.